# Agaton Sax och Byköpings gästabud (film)
Agaton Sax och Byköpings gästabud är en svensk animerad film från 1976 om detektiven Agaton Sax. Filmen regisserades av Stig Lasseby till manus av Leif Krantz, efter Nils-Olof Franzéns bok med samma namn.

## Handling
Världens två farligaste brottslingar – Julius Mosca och Octopus Scott – har flytt ur fängelset. Kommissarie Lispington på Scotland Yard leder jakten på dem, och det för honom till Byköping i Sverige, där förbrytarna avser stjäla detektiven Agaton Sax' berömda datormaskin Tänkande August. Som om inte detta vore nog har Mosca och Scott dessutom ett par dubbelgångare som hela tiden kommer i polisens väg.

## Om filmen
Filmen var den första helt animerade svenska långfilmen. Filmerna I huvet på en gammal gubbe och Dunderklumpen! är visserligen äldre, men innehåller båda avsevärda inslag av spelfilm. 
Filmen hade premiär i november 1976, och samtidigt visade SVT en animerad TV-serie i tre delar om Agaton Sax, med samma upphovsmän som filmen. Fyra år tidigare, 1972, hade även en annan TV-serie, Agaton Sax och bröderna Max, gått på SVT.

## Rollista (röster)
- Olof Thunberg - Agaton Sax
- Stig Grybe - Överdetektivinspektör Joshua H. Lispington
- Isa Quensel - Faster Tilda
- Helge Hagerman - Poliskonstapel Antonsson
- Per Sjöstrand - Julius Mosca /McSnuff
- Leif Liljeroth - Octopus Scott /Max Amber
- Stig Lasseby - Tänkande August/Datamaskinen
- Bert-Åke Varg - Berättare/Kriminella Element
- Annica Risberg - Helvassa Gullan/Rock-Viran/Tickies sångröst/Vokalist